# Charles Chaplin (pittore)

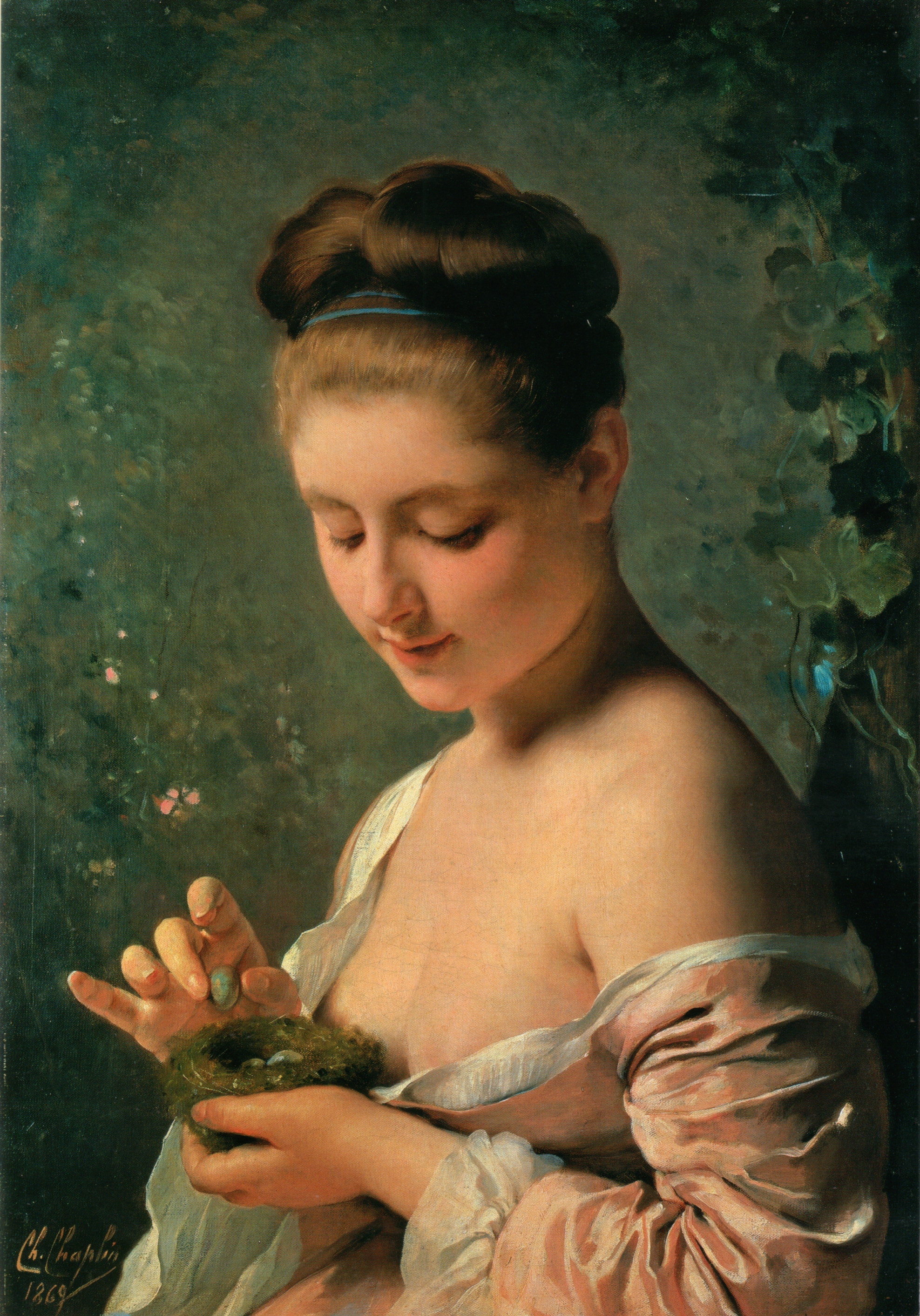
La ragazza col nido, 1869

Charles Chaplin (Les Andelys, 8 giugno 1825 – Parigi, 30 gennaio 1891) è stato un pittore e incisore francese.

## Biografia
Nacque in Francia da padre inglese; allievo di Michel Martin Drolling all'"École nationale de Beaux arts" nel 1845, il suo stile s'ispirò alla pittura rococò e ricordò nella delicatezza dei toni quella di Jean-Baptiste-Siméon Chardin e di Jean-Étienne Liotard. Apprezzato dall'imperatrice Eugenia, ebbe numerose commissioni, tra le quali la decorazione del salone dell'emiciclo del palazzo dell'Eliseo, del teatro dell'Opéra e delle Tuileries. Artista ufficiale del Secondo Impero, viene classificato tra i pittori dell'«Art pompier».
Chaplin espose ai Salons quasi senza interruzione dal 1845 al 1868; nel 1859 gli fu rifiutata l'Aurora, giudicata troppo sensuale. Suoi quadri si trovano nei Musei di Bordeaux, Bayonne, Bourges, Mulhouse, Parigi, Reims, Rouen, e Baltimora. Anche suo figlio Arthur Chaplin fu un pittore, e così la nipote Elisabeth Chaplin. Ebbe per allieve Henriette Browne, Mary Cassatt, Louise Abbéma e Fanny Caillé.

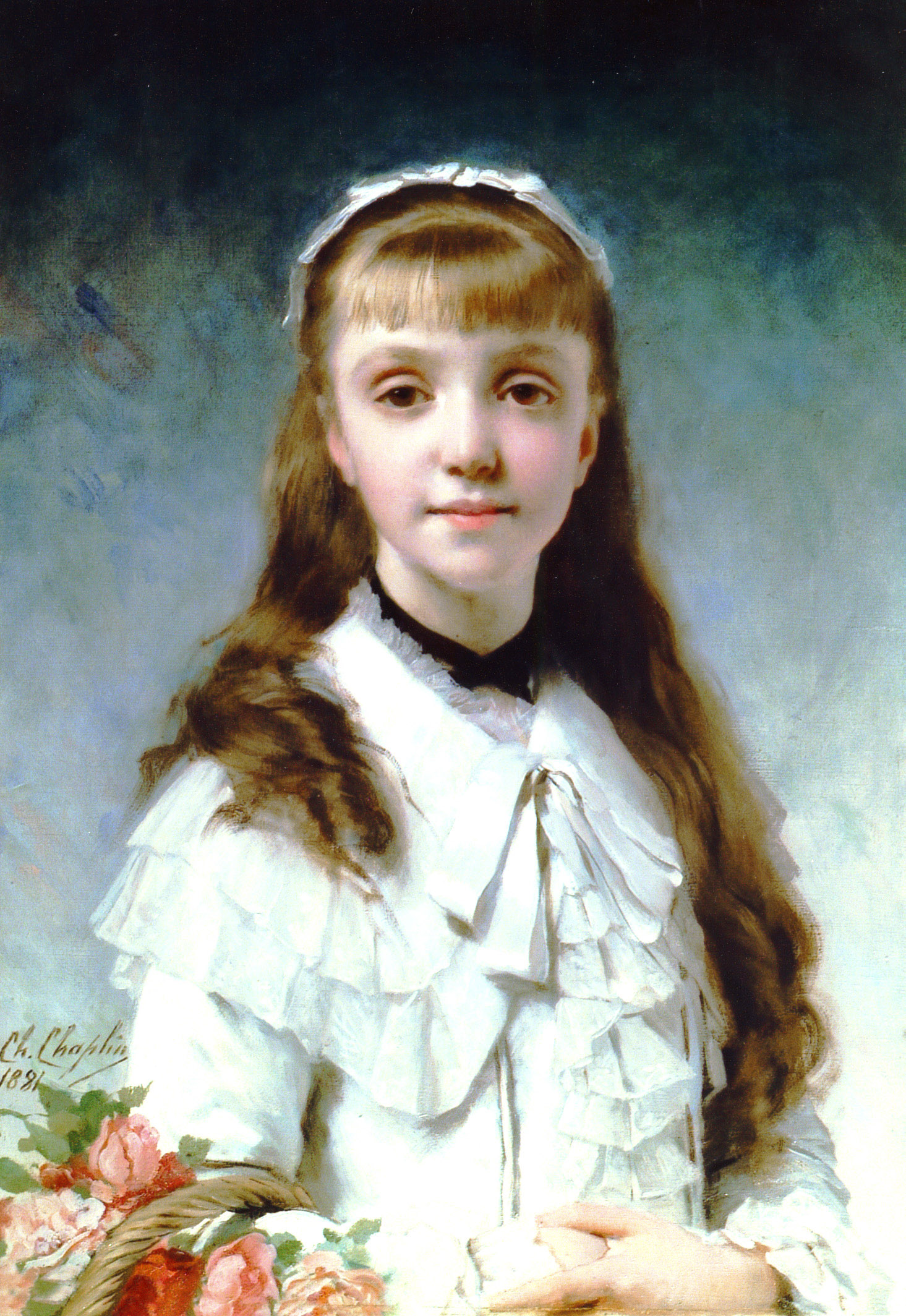
La figlia dell'artista, 1881

## Opere
- Bayonne, Musée Bonnat, Allégorie de la Nuit, 1874. Réunion des Musées Nationaux-Grand Palais -
- Lilla, Musée des Beaux-Arts, Portrait d'Ernest Feydeau.Réunion des Musées Nationaux-Grand Palais -
- Parigi, Musée du Louvre, Portrait de jeune femme au nœud noir Réunion des Musées Nationaux-Grand Palais -
- Lione, Musée des Beaux-Arts, La Jeune Fille au nid, 1869.
- Marsiglia, Museo di belle arti di Marsiglia, Le rêve.
- Parigi, Musée d'Orsay, Portrait de jeune fille Réunion des Musées Nationaux-Grand Palais -
- Parigi, Petit Palais, Portrait de Madame Charles Chaplin, née Jeanne Marie-Antoinette Rüttre, 1863.Réunion des Musées Nationaux-Grand Palais -
- Buenos Aires, Museo Nacional de Bellas Artes, Rêverie.
- Napoli, Galleria dell'Accademia, Ritratto di donna, Ritratto di fanciulla, Ritratto.[1]

## Collegamenti esterni

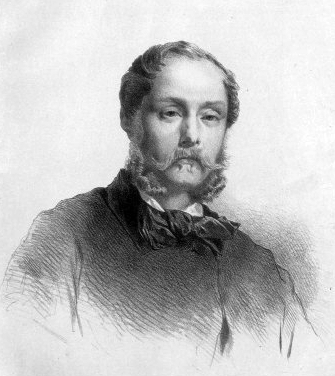
Charles Chaplin
Ritratto di Célestin Nanteuil, da un disegno di Vincent Vidal